# جون بنسون (لاعب كرة مضرب)
جون بنسون (بالإنجليزية: John Benson)‏ هو لاعب كرة مضرب أمريكي، ولد في 2 يوليو 1959.

## وصلات خارجية
- جون بينسون على موقع رابطة محترفي التنس (الإنجليزية)
- جون بينسون على موقع الاتحاد الدولي لكرة المضرب (الإنجليزية)
- جون بينسون على موقع خلاصة التنس.كوم (الإنجليزية)